# Interní komunikace

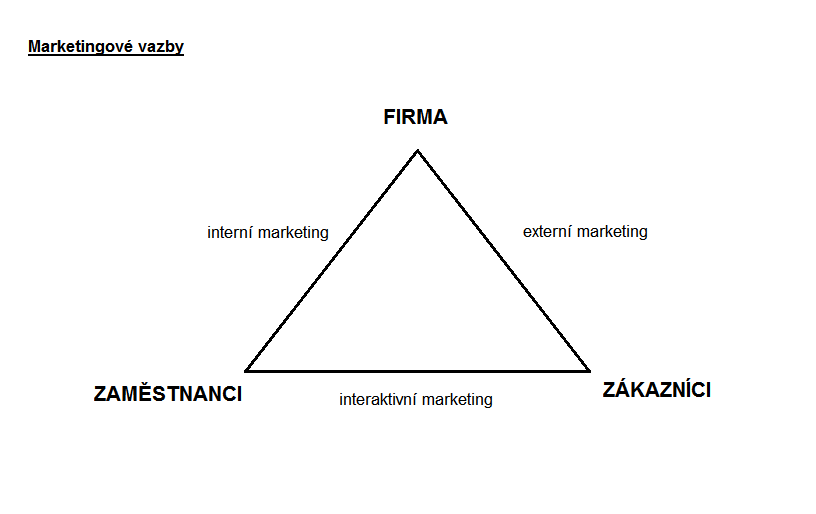
Marketingové vazby

Interní komunikace (angl. internal communications) či interní marketing (angl. internal marketing) je hybnou silou celé firmy. Správná interní komunikace zvyšuje motivaci a je cestou k tomu, aby všichni věděli, co mají dělat a proč, i cestou ke společnému sdílení vizí, cílů a hodnot celé firmy. „Prostřednictvím interní komunikace společnosti zlepšují své vztahy se zaměstnanci, aby ti lépe rozuměli tomu, co se ve firmě děje, kam směřuje, jakou roli v ní hrají a chtěli tak přispět k firemním cílům.“ Vnitřní marketing tvoří součást strategie společnosti a řeší, aby komunikace uvnitř ní probíhala správným způsobem. „Interním marketingem se rozumí jak maximum uspokojování potřeb pracovníků, tak aplikace nástrojů marketingového mixu na interní podnikové vztahy.“ Je součástí personálního marketingu a také souvisí s PR a interaktivním marketingem, který se zabývá hledáním optimálního uplatnění marketingových nástrojů vůči veřejnosti.
Zaměstnanci jsou nejdůležitější součástí celé firmy. Ve většině firem tvoří lidský kapitál padesát procent veškerých nákladů. Pomocí správné interní komunikace je možné zvyšovat angažovanost zaměstnanců, zlepšovat jejich vztah k firmě a ztotožnit je s firemními hodnotami. Interní marketing se zabývá tím, že zkoumá, co by zaměstnance uvnitř firmy motivovalo k vyšší výkonnosti a lepšímu mínění o samotné firmě, nebo co by je naopak demotivovalo. Při těchto výzkumech se také sleduje, s čím jsou zaměstnanci spokojení a s čím nikoliv. Na základě těchto zjištění jsou ve firmě poté přijímána různá opatření a prováděny příslušné změny, aby se docílilo vyšší spokojenosti zaměstnanců. Společnost se tímto způsobem pro své zaměstnance snaží být více atraktivní. Důvodem, proč je potřeba zabývat se interním marketingem, je to, že „vychází z mnohaleté zkušenosti, že spokojený zaměstnanec obslouží svého zákazníka mnohem lépe, než zaměstnanec nespokojený.“
Je nutné, aby byla interní komunikace pravdivá, otevřená a včasná, aby zaměstnanci dostávali relevantní informace od správných osob ve správnou dobu, aby se nebáli otevřeně komunikovat s nadřízenými a aby si vedení firmy bylo vědomo obrovského významu interní komunikace. Díky strategicky pojaté a promyšlené interní komunikaci lze zabránit mnoha problémům, které mohou negativně ovlivnit život firmy a pracovní atmosféru.

## Cíle interní komunikace
Správně fungující interní marketing zajistí uvnitř firmy zvýšení efektivní komunikace, výrazně zvýší pracovní výkonnost zaměstnanců a jejich morálku. Dále také posílí firemní kulturu a zvýší konkurenceschopnost dané firmy. V neposlední řadě také ušetří firmě její náklady.
Cíle interní komunikace, jejichž naplněním firma dosahuje efektivní úrovně interní komunikace:
- Zajištění optimální míry informací pro zaměstnance
- Zajištění optimální interakce a komunikace mezi managementem firmy a zaměstnanci, mezi manažerem a jeho týmem, mezi týmy a pracovníky navzájem
- Zajištění podpory a rady pro zaměstnance
- Zvyšování loajality a angažovanosti pracovníků
- Neustálé udržování zpětné vazby a zavádění zjištěných poznatků do praxe
- Zajištění zábavy, případně gamifikace v rámci práce

Při dosahování dobrého interního marketingu je důležité provádět interní výzkumy ve firmě a s nimi spojené inovace. Dále je důležité, aby se vedení firmy zaměřilo na pomoc svým spolupracovníkům, poskytlo jim správné potřebné nástroje, které potřebují k výkonu své práce. Také by jim mělo poskytnout prostředky, aby si měli možnost rozšiřovat své vzdělání (např. pomocí nejrůznějších vzdělávacích kurzů či školení) a rozšířili tím svůj rámec působení a své dovednosti. Jak uvádí autoři Chování podniku v globalizujícím se prostředí ve svých prognózách ohledně vývoje marketingu v České republice, interní marketing se stále více rozšiřuje do prostředí firem; zahraniční firmy již pochopily význam investice do něj, ale firmy podnikající v České republice považují interní marketing za zbytečné rozhazování nejen peněžních prostředků.

## Náplň interní komunikace

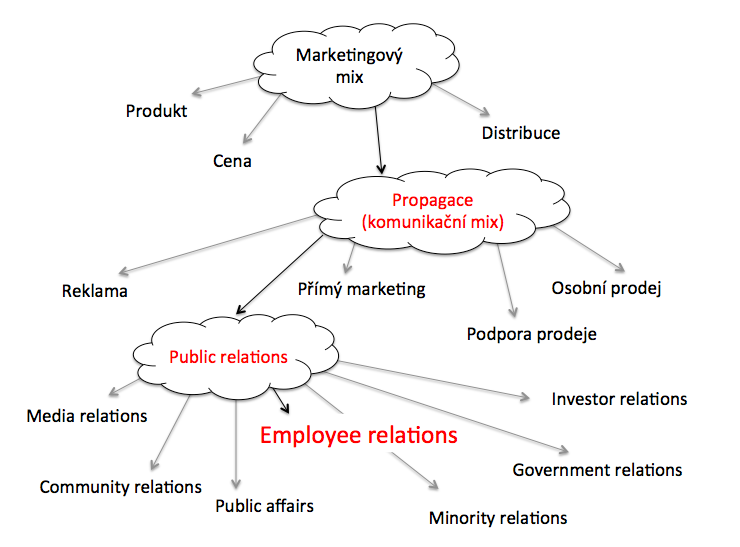
Interní komunikace v komunikačním mixu

Prostřednictvím interní komunikace firma tedy nejen informuje pracovníky, ale zároveň ovlivňuje jejich názory, postoje, pocity a mění chování zaměstnanců. Náplní interní komunikace je nejen informování zaměstnanců o jejich pracovních úkolech, ale i o strategických prioritách firmy, o úloze, jakou mají při jejich realizaci, a o posilování jejich motivace. Motivovaní zaměstnanci, u kterých firma buduje důvěru, se stávají loajálními zaměstnanci. Vnitřní motivace u zaměstnanců je velice důležitá, motivovaní a angažovaní zaměstnanci jsou ochotni pracovat více a lépe v zájmu firmy.
Interní komunikace je trvalá aktivita spojená s budováním firemní identity. Její nedílnou součástí je zpětná vazba. Ta kontroluje veškeré interní aktivity a s její pomocí se dá určit, zdali firma komunikuje efektivně a správně. Na základě zpětné vazby může docházet k obrovským posunům ve firmě a také se díky zpětné vazbě dá předcházet různým konfliktům. Aby management získal efektivní zpětnou vazbu, musí dlouhodobě komunikovat se zaměstnanci a vytvářet si důvěru. Zaměstnanec, který nemá k managementu firmy důvěru a není loajální, nikdy nepodá kvalitní zpětnou vazbu, a to ať z důvodu strachu, nebo z důvodu, že se mu jen nebude chtít.
Správně fungující interní komunikace se projevuje fungováním procesů a celkovou spokojeností zaměstnanců s jejich podnikem. Zaměstnanci jsou poté hrdí na podnik, ve kterém pracují, a šíří jeho dobré jméno. Jsou vůči firmě loajální, vykazují vysokou angažovanost, mají nižší nemocnost a úrazovost a také nižší fluktuaci.

## Proces a nástroje interní komunikace
1. Strategická interní komunikace - dlouhodobé strategie a plány interní komunikace, napojené na strategii firmy
2. Taktická interní komunikace - komunikační kampaně a projekty
3. Operativní interní komunikace - každodenní komunikace se zaměstnanci ze strany vedení, manažerů a interních komunikátorů

Mezi nejčastěji používané nástroje interní komunikace patří:
1. digitální nástroje - intranet, maily, newslettery, interní sociální síť, firemní televize a rozhlas
2. tištěné nástroje - časopisy, noviny, bulletiny, letáky, plakáty, nástěnky
3. osobní nástroje - porady, meetingy, komunikace face to face, eventy

Optimální komunikační mix v interní komunikaci zajistí efektivní vynakládání prostředků tak, aby byly optimálně naplněny všechny cíle interní komunikace, aby zaměstnanci dostávali relevantní informace, byli správně, včas a pravdivě informováni o firemní strategii a dění ve firmě, a aby tak byla zajištěna jejich maximální angažovanost.

## Důsledky nefungující interní komunikace
Nefungující interní komunikace je jedna z příčin konfliktů ve firmě. Projevuje se jako demotivace, nerozhodnost, pasivita, frustrace, ztráta důvěry ve firmu, ztráta loajality, snadná ovlivnitelnost fámami, snížená výkonnost pracovníků. To pak může přerůstat ve vysokou míru fluktuace, nemocnosti a úrazovosti pracovníků, ve špatnou koordinaci procesů a činností, v nezájem o dosahování vytyčených cílů, ve stanovení špatné strategie na základě nefungující zpětné vazby, v neefektivní řízení, v konkurenční neschopnost celé firmy. Jedním ze silně demotivačních prvků je vnímání jakékoliv nespravedlnosti. Může to být upřednostňování někoho jiného (rodinného příslušníka, kamaráda), nebo opravdového odborníka, který má díky svým znalostem a schopnostem určité výhody oproti ostatním pracovníkům.

## Příklady dobrého interního marketingu
Velmi kladně je hodnocena společnost Singapore Airlines (SIA). Ve svém přístupu používá tzv. „pravidlo 40-30-30: 40 % prostředků jde na trénink a motivaci zaměstnanců, 30% je využito na ověřování procesů a postupů a posledních 30 % na nápady a služby spojené s tvorbou nových produktů“.
Dalším příkladem je Stena Line, mezinárodní přepravce nákladu a osob ze Švédska. Školí zaměstnance v oblasti vztahů se zákazníky, interní marketingové strategie, realizují pro své zaměstnance vzdělávací kurzy a každým rokem provádí interní průzkum jejich spokojenosti ve firmě.